# Broncospasmo paradosso
Con il termine broncospasmo paradosso si fa riferimento ad una situazione di grave ed esagerata broncocostrizione delle vie respiratorie a seguito dell'inalazione di una sostanza normalmente dotata di azione broncodilatatrice. 
Lo spasmo viene definito paradosso in quanto l'effetto che si determina è esattamente opposto al motivo per il quale la molecola broncodilatatrice è stata introdotta in terapia.

## Cause
La causa precisa della comparsa di un broncospasmo paradosso non è nota.
Alcuni studiosi attribuiscono il fenomeno a particolari eccipienti che possono essere presenti in alcune formulazioni di aerosol dosati e soluzioni per inalazione, come ad esempio il benzalconio cloruro (usato come conservante in molte soluzioni per nebulizzatore), oppure i clorofluorocarburi (utilizzati come propellenti in molti aerosol dosati ed inalatori allestiti con soluzione pressurizzate). Secondo alcuni anche l'acido oleico (utilizzato come disperdente in molti aerosol dosati) potrebbe evocare la comparsa del fenomeno.

## Segni e sintomi
Il quadro clinico si caratterizza per la grave dispnea, il respiro sibilante ed il senso di costrizione toracica che insorgono a distanza di pochi minuti dopo l'utilizzo di un broncodilatatore mediante un inalatore oppure aerosolterapia.
Il fenomeno sembra essere autolimitato e normalmente non perdura per più di 5-10 minuti. 
Anche se in molti casi i medici tendono a contrastarlo tramite l'inoculazione di adrenalina per via sottocutanea, è necessario tenere presente che la gran parte degli episodi si risolve prima che quest'ultima, dotata di un inizio d'azione tra i 5 ed i 10 minuti, possa avere effetto.

## Farmaci coinvolti
- Beta agonisti:[5]
- Salbutamolo (Albuterolo)[6][7][8][9][10][11]
- Levalbuterolo[12]
- Beclometasone[13]
- Salmeterolo[14]